# Борисов, Александр Григорьевич
Александр Григорьевич Борисов (1873 — не ранее 1935) — войсковой старшина 1-го Кизляро-Гребенского казачьего полка, герой Первой мировой войны, участник Белого движения.

## Биография
Из дворян Терской области, казак станицы Шелковской. Сын генерал-майора Григория Александровича Борисова. Среднее образование получил в Ставропольской гимназии, однако курса не окончил.
В 1896 году окончил Ставропольское казачье юнкерское училище, откуда выпущен был подхорунжим во 2-й Кубанский пластунский батальон. 20 ноября 1898 года произведен в хорунжие с переводом в 1-й Кубанский пластунский батальон. Произведен в сотники 1 июня 1901 года.
С началом русско-японской войны, 16 мая 1904 года переведен в 1-й Кизляро-Гребенский полк Терского казачьего войска. За боевые отличия награжден орденом Св. Анны 4-й степени с надписью «за храбрость». На фронте был произведен в подъесаулы (производство утверждено Высочайшим приказом от 6 июля 1905 года). С 1 октября 1911 года состоял в распоряжении войскового начальства.
В Первую мировую войну вступил в рядах 1-го Кизляро-Гребенского полка. Удостоен ордена Св. Георгия 4-й степени
За то, что 28 октября 1914 года у м. Домброва, получив задачу взорвать полотно железной дороги, несмотря на превосходные силы противника, занимавшего м. Домброво и все время державшего под перекрестным огнем всю сотню, мужеством и искусными распоряжениями воодушевляя людей, отвлек огонь противника от казаков-подрывников и дал им возможность взорвать полотно железной дороги в трех местах, выполнил таким образом поставленную ему трудную и опасную задачу.
Произведен в есаулы 13 июня 1915 года «за отличия в делах против неприятеля». Пожалован Георгиевским оружием
За то, что 28 сентября 1915 года, командуя сводным отрядом силою больше батальона, с 2-мя орудиями, взял с боя д. Рудка-Бельска, захватив 5 офицеров и 144 нижних чина пленными, 1 пулемет, много винтовок и патронов.
Произведен в войсковые старшины 26 августа 1916 года на основании Георгиевского статута. 17 августа 1917 года был командирован в распоряжение Терского войскового начальства.
В 1918 году принимал участие в Терском восстании. В Гражданскую войну участвовал в Белом движении в составе Вооруженных сил Юга России: в сентябре—октябре 1919 года — командир 3-го Чеченского конного полка, в феврале 1920 года — командир 2-й бригады Чеченской конной дивизии, полковник.
Затем в эмиграции. Умер не ранее 1935 года. Был женат.

## Награды
- Орден Святой Анны 4-й ст. с надписью «за храбрость» (ВП 23.06.1906)
- Орден Святого Станислава 3-й ст. (ВП 18.08.1913)
- Орден Святого Владимира 4-й ст. с мечами и бантом (ВП 22.01.1915)
- Орден Святого Георгия 4-й ст. (ВП 19.05.1915)
- Орден Святой Анны 2-й ст. с мечами (ВП 8.06.1916)
- Георгиевское оружие (ВП 16.10.1916)
- Орден Святого Станислава 2-й ст. с мечами (ВП 9.02.1917)